# Жилијен Офре де ла Метри
Жилијен Офре де ла Метри (Француски: ; 23. новембар 1709 — 11. новембар 1751) је био француски лекар и филозоф и један од најранијих француских материјалиста просветитељства. Најпознатији је по свом делу L'homme machine (Човек машина) из 1747. године.
Ла Метри је највише упамћен по томе што је заузео став да су људи сложене животиње и да немају више душе него друге животиње. Сматрао је да је ум део тела и да живот треба живети тако да производи задовољство (хедонизам). Његови ставови су били толико контроверзни да је морао да побегне из Француске и настани се у Берлину.

## Младост
Ла Метри је рођен у Сен Малоу у Бретањи 23. новембра 1709. и био је син просперитетног трговца текстилом. Његово почетно школовање одвијало се на колеџима Кутанс и Кан. Након похађања Сорбона у Паризу, чинило се да је стекао занимање за свештенство, али након што је неколико година студирао теологију у јансенистичким школама, његова интересовања су се окренула од Цркве. Године 1725, Ла Метри је уписао College d'Harcourt да студира филозофију и природне науке, вероватно дипломирао око 1728. У то време, d'Harcourt је био пионир учења картезијанизма у Француској. Године 1734. наставио је да студира код Хермана Боерхева, познатог лекара који је, сходно томе, првобитно намеравао да постане свештеник. Под Боерхевом је Ла Метри био под утицајем да покуша да унесе промене у медицинско образовање у Француској.

## Медицинска каријера
Након студија у D'Harcourt-у, Ла Метри је одлучио да се бави професијом медицине. Пријатељ породице Ла Метри, Франсоа-Жозеф Хуно, који је требало да преузме катедру анатомије у Ботаничкој башти у Паризу, изгледа да је утицао на њега у овој одлуци. Ла Метри је пет година студирао на Медицинском факултету у Паризу и уживао је под менторством Хуноа.
Међутим, 1733. године одлази у Лајден да учи код чувеног Хермана Боерхева. Његов боравак у Холандији показао се кратким, али утицајним. У наредним годинама, Ла Метри се преселио у свој родни регион Сен Мало у професионалној медицинској пракси, ширећи радове и теорије Боерхева кроз објављивање и превод неколико радова. Оженио се 1739. године, али се тај брак, који је родио двоје деце, показао несрећним. Године 1742. Ла Метри је напустио своју породицу и отпутовао у Париз, где је добио именовање хирурга у Француској гарди, учествујући у неколико битака током рата за аустријско наслеђе. Ово искуство ће у њега усадити дубоку одбојност према насиљу, што је очигледно у његовим филозофским списима. Међутим, већи део свог времена је провео у Паризу и вероватно је за то време упознао Мопертија и Емили ди Шатле.
У тим годинама, током напада грознице, он је запажао на себи у вези са дејством убрзане циркулације крви на мисао, што га је довело до закључка да менталне процесе треба узети у обзир као последице органских промена у мозгу и нервном систему. Овај закључак је извео у свом најранијем филозофском делу, Histoire naturelle de l'âme (1745). Његово објављивање је изазвало толико негодовања да је Ла Метри био приморан да напусти своју позицију у Француској гарди, склонивши се у Лајден. Тамо је још смелије и потпуније развио своје доктрине у Човек машина, на брзину написаној расправи заснованој на доследно материјалистичким и квази-атеистичким принципима. Ла Метријев материјализам је на много начина био производ његових медицинских брига, ослањајући се на рад претходника из 17. века као што је епикурејски лекар Гијом Лами.
Етичке импликације ових принципа ће касније бити разрађене у његовом Discours sur le bonheur; Ла Метри је то сматрао својим магнум опусом. Овде је развио своју теорију кајања, односно своје виђење штетних ефеката осећања кривице стеченог у раном детињству током процеса инкултурације. То је била идеја која му је донела непријатељство готово свих мислилаца француског просветитељства, и damnatio memoriae коју је само век касније подигао Фридрих Алберт Ланге у свом Geschichte des Materialismus.

## Филозофија
Жилијен Офре де ла Метри се сматра једним од најутицајнијих детерминиста осамнаестог века. Веровао је да менталне процесе изазива тело. Ова размишљања је изнео у свом најважнијем делу Човек машина. Тамо је такође изразио своје уверење да људи раде као машине. Може се сматрати да ова теорија гради Декартово дело и његов приступ људском телу које ради као машина. Ла Метри је веровао да човек, тело и ум, раде као машина. Иако је помогао даљем Декартовом погледу на механизацију у објашњавању људског телесног понашања, аргументовао је против Декартовог дуалистичког погледа на ум. Његова мишљења су била толико јака да је изјавио да је Декарт заправо материјалиста у погледу ума.
Филозоф Давид Скрбина сматра Ла Метрија присталицом „виталистичког материјализма“:
За њега је ум био веома стваран ентитет, и јасно је да је био уграђен у материјални космос. Очигледно решење, дакле, било је видети саму материју као инхерентно динамичну, способну да осећа, чак и интелигентну. Кретање и ум потичу од неких инхерентних моћи живота или осећаја који живе у самој материји или у организационим својствима материје. То гледиште, које се понекад назива и виталистичким материјализмом, је оно које су усвојили Ла Метри — а касније и Дидро. Коментатори често приказују Ла Метрија као механисту јер се претпоставља да свако ко негира духовно царство мора да види све ствари, а посебно сва жива бића, као производе мртве материје. Сасвим је уобичајено, чак и данас, поистовећивати материјализам са механизмом. Али, као што је примећено, њих двоје су логички независни.... Иако је очигледно усвојио термин „машина“ у својој „Човек машина“, то је било у специфично виталистичком смислу.

### Човек и животиња
Пре Човека машине објавио је Природну историју душе 1745. Он је тврдио да су људи само сложене животиње. Велика контроверза је настала због његовог уверења да „са животиње на човека нема наглог преласка“. Касније се надовезао на ту идеју: тврдио је да су људи и животиње састављени од организоване материје. Веровао је да се људи и животиње разликују само у погледу сложености материје која је организована. Он је упоредио разлике између човека и животиње са онима висококвалитетних сатова и са клатном наводећи: „[Човек] је за мајмуна и за најинтелигентније животиње, као што је Хајгенсово планетарно клатно за сат Жилијена Ле Роја“. Идеја да у суштини не постоји стварна разлика између људи и животиња била је заснована на његовим открићима да су чулна осећања присутна код животиња и биљака. Иако је препознао да само људи говоре језик, мислио је да су животиње способне да науче језик. Користио је мајмуне као пример, наводећи да би, ако су обучени, били „савршени [мушкарци]“. Даље је изразио своје идеје да се човек не разликује много од животиња сугеришући да учимо путем имитације као и животиње.
Његова веровања о људима и животињама била су заснована на две врсте континуитета. Први је слаб континуитет, што сугерише да су људи и животиње направљени од истих ствари, али су другачије организовани. Међутим, његов главни нагласак био је на снажном континуитету, идеји да психологија и понашање између људи и животиња нису толико различити.

### Човек машина
Ла Метри је веровао да човек ради као машина због менталних мисли у зависности од телесних радњи. Затим је тврдио да је организација материје на високом и сложеном нивоу резултирала људском мисли. Није веровао у постојање Бога. Он је радије одлучио да тврди да је организација људи направљена да би се што боље искористила сложена материја.
Ла Метри је дошао до овог уверења након што је открио да су његове телесне и менталне болести повезане једна са другом. Након што је прикупио довољно доказа, у медицинским и психолошким областима, објавио је књигу.
Неки од доказа које је Ла Метри изнела су занемарени због природе. Он је тврдио да догађаји као што је одсечена кокошка која јури около или недавно уклоњено срце животиње која још увек ради, доказују везу између мозга и тела. Док су се теорије надовезале на Ла Метријеву, његови радови нису нужно били научни. Уместо тога, његови списи су били контроверзни и пркосни.

### Људска природа
Даље је изразио своја радикална уверења тврдећи да је детерминиста, одбацујући употребу судија. Он се није слагао са хришћанским веровањима и истицао је важност трагања за чулним задовољством, хедонистички приступ људском понашању. Он је даље посматрао људско понашање доводећи у питање веровање да људи имају виши смисао за морал од животиња. Он је приметио да животиње ретко муче једна другу и тврдио је да су неке животиње способне за одређени ниво морала. Веровао је да ће људи као машине следити закон природе и игнорисати своје интересе за туђе.

### Утицај
Ла Метри је најдиректније утицао на Жоржа Кабаниса, истакнутог француског лекара. Он је обрадио Ла Метријеве материјалистичке ставове, али их је модификовао како не би били тако екстремни. Ла Метријева екстремна уверења су снажно одбачена, али је његов рад помогао да утиче на психологију, посебно бихевиоризам. Његов утицај се види у редукционистичком приступу бихевиоралних психолога. Без обзира на то, реакција коју је добио је била толико јака да су многи бихевиористи знали врло мало или ништа о Ла Метрију и радије су градили друге материјалисте са сличним аргументима.
Кибернетика и њене примене у психологији су такође у складу са Ла Метријевом позицијом.
Међутим, тренутно психолошка школа на коју је Ла Метри највише утицао је когнитивна наука, укључујући филозофију вештачке интелигенције, која предлаже да се граде роботи по слици и прилици човека и других живих бића, па чак и анализира људско биће на основу аналогија робота.

## Каснији живот

### Путовање у Пруску
Ла Метријеви хедонистички и материјалистички принципи изазвали су огорчење чак и у релативно толерантној Холандији. Осећај према њему био је толико јак да је 1748. био приморан да оде у Берлин, где му је, делом захваљујући Мопертију, пруски краљ Фридрих Велики не само дозволио да се бави као лекар, већ га је именовао за судског читаоца. Тамо је Ла Метри написао Discours sur le bonheur (1748), који је згрозио водеће мислиоце просветитељства као што су Волтер, Дидро и Барон Холбах због својих експлицитно хедонистичких сензуалистичких принципа који су давали предност необузданој потрази за задовољством изнад свих других ствари.

### Смрт
Речено је да је Ла Метријева прослава сензуалног задовољства резултирала његовом раном смрћу. Француски амбасадор у Пруској, гроф де Тирконел, захвалан Ла Метрију што га је излечио од болести, приредио је гозбу у његову част. Тврдило се да је Ла Метри желео да покаже или своју моћ прождрљивости или снажну конституцију тако што је прогутао велику количину паштета од фазана са тартуфима. Као резултат тога, развио је неку врсту желудачне болести. Убрзо након тога почео је да пати од тешке грознице и на крају је умро.
Фридрих Велики је одржао погребну беседу, која остаје главни биографски извор о Ла Метријевом животу. Он је изјавио: "Ла Метри је умро у кући господара Тирконела, француског опуномоћеника, кога је оживео. Изгледа да је болест, знајући с ким има да се носи, била довољно лукава да га прво нападне мозгом, да би га још сигурније уништио. Дошло је до жестоке грознице са жестоким делиријумом. себе као јавности“. “ Фредерик га је даље описао као доброг ђавола и медицинара, али веома лошег аутора. Иза њега су остали супруга и петогодишња ћерка.
Ла Метријев Œuvres philosophiques појавио се након његове смрти објављује у неколико издања, и то у Лондону, Берлину и Амстердаму.

## Извођење радова

### Изабрана дела
- Histoire Naturelle de l'Âme. 1745
- École de la Volupté. 1746, 1747
- Politique du Médecin de Machiavel. 1746
- L'Homme Machine. 1748
- L'Homme Plante. 1748
- Ouvrage de Pénélope ou Machiavel en Médecine. 1748 (псеудоним: Алетеј Димитрије)
- Discours sur le bonheur ou Anti-Sénèque. 1748
- L'Homme plus que Machine. 1748
- Système d'Épicure. 1750
- L'Art de Jouir. 1751

### Сабрана дела
- Œuvres philosophiques, 2 поглавља, Париз: Фајард 1984, Oeuvres philosophiques. Paris: Fayard. 1987. ISBN 978-2-213-01983-3.
- [3. поглавље] Ouvrage de Pénélope ou Machiavel en médecine. Paris: Fayard. 2002. ISBN 2-213-61448-2.
- Œuvres philosophiques, 1 поглавље, Париз: Кода. Oeuvres philosophiques. Paris. 2004. ISBN 2-84967-002-2.

### Критичка издања његових капиталних дела
- Aram Vartanian (ed.): La Mettrie's L'homme machine. A Study in the Origins of an Idea, (Princeton: Princeton University Press, 1960)
- John F. Falvey (ed.): La Mettrie. Discours sur le bonheur in Studies on Voltaire and the Eighteenth Century, vol. cxxxiv (Banbury, Oxfordshire: The Voltaire Foundation, 1975)
- Ann Thomson (ed.): La Mettrie's Discours préliminaire. in Materialism and Society in the Mid-Eighteenth Century (Genève: Librairie Droz, 1981)
- Théo Verbeek (Ed.): Le Traité de l'Ame de La Mettrie, 2 vols. (Utrecht: OMI-Grafisch Bedrijf, 1988)